# Мікулаш Шидик
Мікулаш Шидик (6 березня 1941 — 13 листопада 2015) — словацький політик русинського (українського) походження, після Оксамитової революції чехословацький депутат Народного дому Федеральних зборів від Комуністичної партії Словаччини, пізніше від Партії демократичних лівих.

## Життєпис
На виборах 1990 року він брав участь у Народних зборах (Східно-словацький виборчий округ) від КПС, яка на той час ще була словацькою територіальною організацією Національної комуністичної партії Чехословаччини (КПЧС). Але поступово вона стала незалежною і, на відміну від своєї сестринської партії в Чехії, трансформувалася в посткомуністичну Партію демократичних лівих сил, до клубу якої він приєднався в 1991 році. Захищав мандат на виборах 1992 року. Він залишався у Федеральних зборах до розпаду Чехословаччини в грудні 1992 року.
За фахом він був інженером-аграрником, у парламенті відстоював існування сільськогосподарських кооперативів.

### Зовнішні посилання
- (чеськ.) Мікулаш Шидик у парламенті